# Roby Norales
Roby Alberto Norales Núñez (Balfate, Colón, Honduras; 25 de enero de 1991) es un futbolista hondureño. Juega de delantero y su equipo actual es el Mukura Victory de la Primera División de Ruanda.

## Trayectoria
Proveniente de su natal Balfate, en 2009 llegó a la Escuela de Fútbol Juventud Henerma de San Pedro Sula. Ahí tuvo como entrenador al chileno Néstor Matamala. Después pasó a las reservas del Motagua. 
De la mano de Ramón Maradiaga, hizo su debut oficial el 28 de agosto de 2011 durante la victoria del club capitalino por 2 a 0 sobre el Platense. Sus primeros 2 goles en Liga Nacional de Honduras los marcó el 13 de noviembre de 2011 en el Estadio Tiburcio Carías Andino contra el Victoria, en cumplimiento de la decimoséptima fecha del Torneo Apertura.
Esa misma temporada fue inscrito para la Concacaf Liga Campeones, en la cual fue convocado para el juego que se perdió de local por 0 a 1 contra Los Ángeles Galaxy. 
En 2014 pasó a la Real Sociedad de Tocoa, en donde no recibió oportunidades al ser opacado por el juego de otros delanteros como Juan Manuel Munguía y Rony Martínez. Al final sólo disputó cuatro juegos.
Tras un periodo de ausencia en el fútbol profesional hondureño, el 2 de enero de 2016 fichó por el Platense. Debutó con anotación incluida el 17 de enero, pero el cuadro selacio cayó derrotado por 2 a 3 contra el Marathón. Posteriormente, en el Torneo Apertura 2016, se convirtió en el referente goleador con diez goles anotados durante el campeonato.
El 2 de enero de 2017 se anunció su pase al Bengaluru FC de la India. Bajo las órdenes del español Albert Roca, debutó con gol incluido el 14 de enero en la victoria de su equipo por 2 a 0 sobre el Chennaiyin FC.

## Selección nacional
Fue convocado por primera vez a la Selección de fútbol de Honduras en agosto de 2012 para los partidos ante Cuba correspondientes a las Eliminatorias Mundialistas de 2014. El 4 de noviembre de 2016 recibió convocatoria por Jorge Luis Pinto para los partidos contra Panamá y Trinidad y Tobago de la Hexagonal Final rumbo a Rusia 2018.

## Clubes
| Club                 | País     | Año         |
| -------------------- | -------- | ----------- |
| Motagua              | Honduras | 2011 - 2013 |
| Real Sociedad        | Honduras | 2014        |
| Platense             | Honduras | 2016        |
| Bengaluru            | India    | 2017        |
| Platense             | Honduras | 2017        |
| Juventud             | Uruguay  | 2018        |
| Atlético Esperanzano | Honduras | 2018        |
| KF Liria             | Kosovo   | 2019        |
| Mukura Victory       | Ruanda   | 2020 -      |